# الصمم في العراق

## الحقوق الإنسانية والمدنية للأشخاص ذوي الإعاقة في العراق
يواجه مجتمع الصم وضعاف السمع في العراق العديد من التحديات المختلفة مثل التعليم الجيد، وحواجز التواصل، وتحديات الرعاية الصحية في حياتهم اليومية. اثنتان من لغات الإشارة الرئيسية المستخدمة في العراق هما لغة الإشارة العراقية ولغة الإشارة الكردية. علاوة على ذلك، يعاني الأطفال في العراق من حرمان لغوي شديد بسبب نقص المرشدين والمعلمين لتثقيف الأطفال الصم وأسرهم. ونتيجة لذلك، يواجه أفراد حقوق الإنسان العديد من الصعوبات والتحديات في الخدمات العامة مثل التواصل مع مقدم الرعاية الصحية وطلب الرعاية الصحية.

### اتفاقية الأمم المتحدة لحقوق الأشخاص ذوي الإعاقة
صادقت العراق على اتفاقية حقوق الأشخاص ذوي الإعاقة في عام 2010. ويضمن الدستور "لجميع الأشخاص ذوي الإعاقة الحق في التحرر من جميع أشكال التمييز، وتوفير الفرص لهم لتطوير قدراتهم والمشاركة في تنمية المجتمع".
- حقوق لغة الإشارة (المواد 2، 21.ب، 21.3، 23.3، و24.3ب)
- ثقافة الصم والهوية اللغوية (المادة 30.4)
- التعليم الثنائي اللغة (المادة 24.1، 24.3ب، 24.4)
- التعلم مدى الحياة (المادة 5، 24.5، و27)
- إمكانية الوصول (المادة 9 والمادة 21)
- تكافؤ فرص العمل (المادة 27)
- المشاركة المتساوية (المواد 5، 12، 20، 23، 24، 29)

### تقرير الدولة العراقية

#### حقوق لغة الإشارة
أُعترف بلغة الإشارة كوسيلة رسمية للتواصل، مع التأكيد على توفير الدعم وضمان الوصول إلى مترجمي لغة الإشارة، خاصة في المحاكم والإجراءات القانونية الأخرى.
تتضمن المادة 21 طرق اتصال مختلفة ولكنها لا تقدم معلومات حول تعزيز لغة الإشارة في التعليم أو في الخدمات العامة.

#### ثقافة الصم والهوية اللغوية
المادة 30.4 تعمل على تعزيز مشاركة الأشخاص ذوي الإعاقة في جميع الفعاليات الثقافية وتوفر لهم إمكانية الوصول إلى المؤسسات. المعلومات المتعلقة بثقافة DHH محدودة في تقرير الولاية.

#### التعليم ثنائي اللغة
يؤكد على التعليم الشامل والخاص لتوفير إمكانية الوصول إلى التعليم للطلاب ذوي الاحتياجات الخاصة. تدير منطقة كردستان في البلاد مؤسسات خاصة لذوي الاحتياجات الخاصة والبكم، وتوفر لهم التعليم بناءً على احتياجاتهم.

#### التعلم مدى الحياة
حماية الأشخاص ذوي الإعاقة من خلال توفير فرص متساوية للحصول على التعليم والتوظيف. توفر الحكومة العراقية منظمات للتعليم المهني والتعليم للبالغين، إلا أن نطاقها محدود للغاية. وهي تابعة لوزير الثقافة واستراتيجيات التعليم العالي.

#### إمكانية الوصول
اعتمد العراق 'إرشادات البناء والبنية التحتية' لتعزيز سهولة الوصول المادي، بما في ذلك إنشاء المنحدرات، وتركيب اللافتات، وغيرها من التسهيلات.

#### تكافؤ فرص العمل
المادة 27 تفرض حصة قدرها 5% من فرص العمل في القطاعين العام والخاص للأشخاص ذوي الإعاقة. وتشمل أيضًا أشكال الدعم الإضافية الأخرى مثل الوصول إلى القروض الشخصية والتجارية.

#### المشاركة المتساوية
يدعم المساواة والاندماج على أساس القانون والدستور. يمنح الحق في اتخاذ القرار بأنفسهم، ويضمن حصول الأشخاص ذوي الإعاقة على خدمات النقل الضرورية للحياة اليومية وخدمات المشاركة الأخرى في الأماكن العامة.

## لغات الإشارة المستخدمة في العراق

#### لغة الإشارة العراقية
إحدى لغات الإشارة الأساسية المستخدمة في العراق هي لغة الإشارة العراقية (ISL). الاسم الكامل باللغة الأصلية هو لغة الإشارة العراقية (لغة الإشارة العراقية). طُور في أوائل القرن العشرين، على الرغم من أن مسار تطويره لا يزال غير واضح. يُستخدم بشكل أساسي من قبل مجتمع الصم في العراق. ولم يُعترف باللغة رسميًا كلغة وطنية من قبل الحكومة. ومع ذلك، يُستخدم في مدارس الصم ونادراً ما يُستخدم في بعض المؤسسات التعليمية الأخرى. تتزايد الجهود لدعم ISL وزيادة الاعتراف بها في المدارس و DHH.
تعتبر اللغة العربية الفصحى لغة ضعيفة ومهددة بالانقراض بسبب نقص الدعم الوطني، وتستخدم في المقام الأول فقط داخل مجتمعات الصم في العراق. كما أنها تفتقر إلى الاعتراف، مما يحد من استخدام اللغة في البلد نفسه. تتشابه لغة الإشارة الدولية مع لغات الإشارة في الدول المجاورة الأخرى في بعض أوجه التشابه، مثل لغة الإشارة السورية ولغة الإشارة اللبنانية. لم يُوثق العمر التقريبي أو عدد المستخدمين بشكل دقيق حيث يُستخدم بالكاد في مجتمع الصم نفسه. ولكن وثق أنه يُستخدم في خمس إلى سبع مدارس أو جمعيات للصم والمدن المجاورة، وقد أُستخدم منذ ما يقرب من 100 عام.

#### لغة الإشارة الكردية (KuSL)
لغة الإشارة البارزة الأخرى المستخدمة في العراق هي لغة الإشارة الكردية (KuSL). الاسم الكامل باللغة الأصلية هو زبانەی هەماي کوردی. الاختصار القياسي هو ZHK. إنها لغة إشارة خاصة بمجتمع الصم فقط وقد تكون معزولة. وهي تختلف عن لغة الإشارة العراقية ولكن يمكن للطلاب التواصل مع المعلمين ولكن قد تكون هناك اختلافات لفظية في بعض الكلمات والمفردات. لا يُعترف رسميًا بـ KuSL من قبل الحكومة العراقية، و يُستخدم من قبل DHH داخل إقليم كردستان.
تعتبر لغة الإشارة الكردية مهددة بالانقراض بسبب استخدامها المحدود والاعتراف بها من قبل الحكومة. على نحو مماثل مثل ISL، فإن أصل KuSL موثق بدقة ولكن من الممكن أن يكون قد نشأ من إنشاء أول مدرسة كردية للصم في عام 1982. لغة الإشارة الأخرى التي يمكن أن تتأثر هي لغة الإشارة الهندية ولكنها مميزة جدًا أيضًا. تُستخدم لغة الإشارة في المقام الأول من قبل الطلاب، ويستخدمها فقط حوالي 1000 طالب يلتحقون بإحدى مدارس الصم الكردية.

### فحص السمع الشامل لحديثي الولادة (UNHS)
اعتبارًا من عام 2017، أصبح فحص السمع الشامل لحديثي الولادة إلزاميًا في العراق. ومع ذلك، لا توجد بيانات توضح نسبة الأطفال حديثي الولادة الذين يخضعون للفحص. علاوة على ذلك، لا تتوفر بيانات توضح عدد الأطفال حديثي الولادة المُحالين لمزيد من المتابعة التشخيصية.
يتراوح معدل انتشار فقدان السمع الدائم لدى الأطفال بشكل عام من 0.3 إلى 1.5 لكل 1000 طفل (متوسط 1.7 لكل 1000). لم يُعثر على أي بيانات أو نشرها بشكل خاص عن العراق. من المفترض أن تشخيص فقدان السمع يحدث مباشرة بعد الولادة ولكن لا توجد بيانات تدعم ذلك أو تتحقق منه.

## التدخل المبكر
وفي العراق، التدخل المبكر محدود للغاية أو معدوم كما أن جودة التعليم للصم سيئة للغاية. نادرًا ما توجد مدرسة للصم أو في حالات أخرى لا تتلقى الأسر أي دعم لتعليم أطفالها الصم لغة الإشارة. وهذا يؤدي إلى الحرمان اللغوي. علاوة على ذلك، يُحرم العديد من الأطفال الصم من الوصول إلى التعليم. مع مخاوف الأسر بشأن ارتفاع احتمالات حرمان أطفالهم من اللغة، يوصي الاتحاد العالمي للصم (WFD) الحكومات بتنفيذ برامج يمكنها دعم الأسر والأطفال الصم لتعلم لغة الإشارة مع مدرسي لغة الإشارة الصم المؤهلين.

#### التكنولوجيا المساعدة
تعتبر التقنيات المساعدة مثل أجهزة السمع وزراعة القوقعة محدودة في العراق وخاصة في المناطق الحضرية من البلاد بسبب القضايا المتعلقة بالتكلفة. إن الأشخاص في المناطق الحضرية غير قادرين على تحمل تكلفة جهاز السمع أو زراعة القوقعة وعوامل أخرى مثل نقص الوعي وعدم تغطية فوائد الرعاية الصحية.
وقد أجريت دراسات لتقييم تأثير فقدان السمع على نوعية حياة المرضى. هناك انخفاض كبير في جودة الحياة الاجتماعية والبيئية بين المرضى الصم وضعاف السمع. وتقترح الدراسة تحسين خدمات الصحة السمعية التي توفر تقنيات مساعدة كحل لتحسين نوعية حياة الأفراد. لا يوجد أي نوع من اقتراحات التدخل المبكر التي تساعد الفرد وأسرته على تعلم لغة الإشارة.

#### خدمات التدخل المبكر لذوي الاحتياجات الخاصة
لا توجد بيانات متاحة بسهولة عن متوسط عمر الرضع الذين خضعوا لفحص فقدان السمع أو الذين لم يخضعوا له.

#### انتشار الإعاقات التنموية
وتشير دراسة أجريت على أطفال ما قبل المدرسة في الدول العربية إلى أن نسبة من يعانون من أحد أنواع الإعاقات النمائية تقدر بنحو 27.5%. يعتمد هذا فقط على مراجعة 14 طالبًا من إجمالي 12 دولة عربية. في العراق، تشير التقارير إلى أن معدل انتشار الإعاقات النمائية يبلغ 27.7٪ والذي يشمل عوامل الخطر مثل المشاكل أثناء الحمل وبعده، والقضايا العقلية والجسدية التي تحدث أثناء فترة الحمل.

#### أخصائيو السمع والمتخصصون
إن إمكانية الوصول إلى أخصائيي السمع وتوافرهم في العراق محدودة في ظل مواجهة تحديات مثل نقص أخصائيي السمع وأخصائيي أمراض النطق، والتوافر المحدود للمرشدين والمعلمين الصم في مجال الصحة الإنجابية. المعلومات المتوفرة عن العراق على وجه التحديد محدودة؛ ومع ذلك، فقد أجريت دراسات بشكل عام عن الدول العربية وتشير التقارير إلى استمرار النقص في أخصائيي علم الأمراض وأخصائيي السمع. إذا كان هناك توفر لأخصائيي أمراض النطق واللغة أو أخصائيي السمع، فيبدو أن هناك قائمة انتظار طويلة للخدمات. غالبًا ما تتركز العيادات في المدن الكبرى مما يترك فجوة كبيرة في المناطق الحضرية والأفراد الذين يعيشون في المناطق الحضرية. و عُثر على تقارير مماثلة للمرشدين الصم والمعلمين المتخصصين. هناك نقص كبير في البرامج المنظمة التي توفر الوصول إلى مرشدين ومعلمين للصم لأطفال ذوي الاحتياجات الخاصة في العراق. هناك بعض البرامج الموجودة مثل المنظمة الدولية للهجرة (IOM) ولكنها محددة جدًا لمنطقة معينة ولا تنطبق على جميع الأطفال الصم وضعاف السمع في العراق.

## الرعاية الصحية
يواجه الأفراد الصم وضعاف السمع في العراق العديد من التفاوتات الصحية. وشمل ذلك الحواجز الجسدية والعقلية والعديد من الحواجز الأخرى التي تمنعهم من الوصول إلى خدمات الرعاية الصحية المناسبة. وفقًا للاتحاد العالمي للصم، وجد أن الأفراد الصم بشكل عام معرضون لخطر الإصابة بأمراض القلب والأوعية الدموية وارتفاع ضغط الدم وأمراض مزمنة أخرى بما يصل إلى سبعة أضعاف بسبب الحواجز المختلفة التي يواجهونها. يواجه الأفراد المصابون باضطرابات الصحة النفسية في العراق تحديات مثل مشاكل التواصل مع مقدمي الرعاية الصحية. إنهم يواجهون صعوبة في التفاعل مع مقدمي الخدمات لأن إتقان لغة الإشارة محدود للغاية بين السكان. علاوة على ذلك، فإن خدمات الرعاية الصحية المتخصصة محدودة. هناك نقص في مترجمي لغة الإشارة في المستشفيات مما يؤثر بشكل كبير أثناء الاستشارات الطبية مما يؤدي إلى التشخيص الخاطئ أو العلاج السيئ. وفقًا للمنظمة الدولية للهجرة، أفاد 28% من المستجيبين الصم أنهم بحاجة إلى الوصول إلى مترجمي لغة الإشارة أثناء زياراتهم للمستشفى وأنهم يواجهون نقصًا مستمرًا في المترجمين. معظم الأطباء في العراق غير متمكنين من لغة الإشارة الوطنية، مما يجعل من الصعب على مجتمع الصحة الرقمية تحديث معلوماتهم حول المشاكل المستمرة.

#### التفاوتات في الصحة العقلية
من أبرز مشاكل الصحة العقلية التي يواجهها المصابون باضطرابات الصحة النفسية في العراق هي العزلة الاجتماعية. المرضى الذين يواجهون تحديات في شرح حالتهم الصحية لمقدمي الرعاية الصحية هم أكثر عرضة لتجربة الشعور بالوحدة والاستبعاد من أنشطة المجتمع. وتشير التقارير إلى أن مجتمع DHH يواجه تحديًا أكبر في معرفة الأحداث والأخبار الجارية. بسبب انخفاض كفاءة لغة الإشارة بشكل كبير في البلاد، اعتمد الصم بشكل كبير على وسائل التواصل الاجتماعي للحصول على معلومات حول أشياء مثل الوباء واللقاحات والقيود والعلاج الصحي.
إن نقص الدخل للأفراد ذوي الإعاقة البصرية في العراق هو سبب آخر يؤثر على إمكانية وصول الأشخاص الصم إلى الرعاية الصحية. لا تستطيع المستشفيات مساعدتهم بما يتجاوز الفحص الروتيني، والمريض مسؤول ومطالب بدفع تكاليف جميع الاختبارات والأدوية التي يصفها مقدم الرعاية الصحية.

#### الثقافة الصحية والمخاوف الأخلاقية
إن مستوى الثقافة الصحية بين الأفراد ذوي الإعاقة محدود للغاية مما يؤدي إلى نتائج صحية سيئة. ويشمل ذلك مخاوف مثل عدم القدرة على فهم حالتهم الصحية من مقدمي الرعاية الصحية. يمكن أن تؤدي هذه المخاوف إلى قضايا أخلاقية مثل موافقة المريض والسرية، لأنها لا تسمح للمريض بفهم الإجراء بشكل كامل.